# Un amour de Pierre de Médicis
Pour plus de détails, voir Fiche technique et Distribution.
Un amour de Pierre de Médicis (titre original : Un amore di Pietro de' Medici) est un film italien réalisé par Giuseppe Petrai,, sorti en 1912. 
Ce film muet en noir et blanc met en scène l'amour de Pierre de Médicis, duc de Florence, pour une jolie fleuriste.

## Synopsis
Le duc Pierre de Médicis, épris de Marguerite, une jolie fleuriste, se déguise en homme du peuple pour entreprendre sa conquête. Mais Ciapo, frère de la jolie fille, provoque le duc qu'il n'a pas reconnu. Pierre, écartant ses guenilles, laisse voir l'insigne des Médicis et Ciapo, sur son ordre, est conduit en prison… Pierre de Médicis, par ruse, parvient à s'emparer de Marguerite qui devient sa maîtresse.

## Fiche technique
- Titre original : Un amore di Pietro de' Medici
- Réalisation : Giuseppe Petrai
- Scénario : Giuseppe Petrai
- Société de production : Film d'Arte Italiana
- Société de distribution : Film d'Arte Italiana (Italie) ; Pathé Frères (France)
- Pays d'origine :  Royaume d'Italie
- Langue : italien
- Format : Noir et blanc – 1,33:1 – 35 mm – Muet
- Genre : film dramatique
- Longueur de pellicule : 275 m
- Année : 1912
- Dates de sortie :
  -  Royaume d'Italie : mai 1912
  -  Espagne : juin 1912
  -  France : août 1912
- Autres titres connus :
  -  Espagne : Un amor de Pedro de Médici(s)

## Distribution
- Giovanni Pezzinga : Pierre de Médicis (Pietro de' Medici)
- Francesca Bertini : Marguerite (Margherita)
- Vittorio Capellaro (en) : Ciapo